# Закамо-Воробйовська
Зака́мо-Воробйо́вська (рос. Закамо-Воробьёвская) — присілок у складі Афанасьєвського району Кіровської області, Росія. Входить до складу Ічетовкінського сільського поселення.
Населення становить 28 осіб (2010, 31 у 2002).
Національний склад станом на 2002 рік — росіяни 100 %.